# Holmträsktjärnen, Lappland
Holmträsktjärnen är en sjö i Arvidsjaurs kommun i Lappland och ingår i Byskeälvens huvudavrinningsområde. Sjön har en area på 0,0762 kvadratkilometer och ligger 428,1 meter över havet.

## Delavrinningsområde
Holmträsktjärnen ingår i det delavrinningsområde (727301-164187) som SMHI kallar för Ovan VDRID = Näsbybäcken i Svärdälvens vattendrag*. Medelhöjden är 444 meter över havet och ytan är 8,63 kvadratkilometer. Räknas de 6 avrinningsområdena uppströms in blir den ackumulerade arean 105,33 kvadratkilometer. Svärdälven som avvattnar avrinningsområdet har biflödesordning 2, vilket innebär att vattnet flödar genom totalt 2 vattendrag innan det når havet efter 176 kilometer. Avrinningsområdet består mestadels av skog (56 procent) och sankmarker (23 procent). Avrinningsområdet har 0,52 kvadratkilometer vattenytor vilket ger det en sjöprocent på 6,4 procent.